# FAST
FAST (zkratka anglického Five hundred meter Aperture Spherical Telescope) je dosud největší vesmírný radioteleskop na světě s anténou o průměru půl kilometru, který stojí v provincii Kuej-čou v Číně.

## Výstavba
Jeho vybudování stálo 180 milionů dolarů (= 4,3 mld. Kč.) a trvalo pět let. Do provozu byl teleskop uveden 25. září 2016.

## Určení
Teleskop je určen především k odhalování zákonitostí vývoje vesmíru. Vědcům umožňuje pátrat po gravitačních vlnách nebo zjišťovat radiové emise z hvězd a galaxií, ale také hledat a sledovat signály, které by mohly pocházet od mimozemského inteligentního života. Díky teleskopu by podle očekávání měly být objeveny tisíce neobjevených galaxií.

## Technické specifikace
Parabolická anténa má průměr půl kilometr a její reflektor tvoří 4450 panelů. Kvůli jejich trojúhelníkovému tvaru je teleskop přezdíván také Boží oko.